# Zlarino
Zlarino, Zlarina o Slarino (in croato: Zlarin)  è un'isola della Croazia, situata di fronte alla costa dalmata, a sud-ovest di Sebenico. Amministrativamente appartiene al comune di Sebenico, nella regione di Sebenico e Tenin. 
Sulla costa nord-ovest dell'isola si trova l'omonimo centro abitato, dotato di un porto. Nel 2011, l'isola contava 284 abitanti.

## Geografia
Zlarino è separata dalla costa dalmata dal canale di Sebenico (Šibenski kanal), mentre il canale di Zlarino (Zlarinski kanal) a sud-ovest la separa da una serie di isolette e scogli. A nord si trova il tratto di mare detto Porta di Sebenico (Šibenska vrata), che conduce al canale di Sant'Antonio (kanal Sv. Ante), l'entrata al porto di Sebenico, e che separa Zlarino da Diat e Provicchio.
L'isola è lunga circa 6 km, ha una superficie di 8,05 km² e lo sviluppo costiero è di 20,236 km, il monte Battocchio (Klepac) ha l'elevazione massima che è di 169 m s.l.m.. La maggiore insenatura è quella del porto di Zlarino, a nord-ovest, compreso tra punta Marin o Marina (rt Marin) e punta Acuta (Vela Oštrica); la costa orientale è frastagliata con molte piccole insenature, la maggiore delle quali è valle Magarina o porto Magarino (uvala Magarna); la costa sud-ovest, alta e a picco sul mare, invece ne è quasi priva; l'estremo punto meridionale si chiama punta Rat (Rat).

### Isole adiacenti
- Luppaz (Lupac), isolotto a nord-ovest di porto Zlarino, al di là della Porta di Sebenico.
- Secca Roseniga[5][18] (pličina Roženik), tra Luppaz e punta Acuta, nel mezzo della Porta di Sebenico, a circa 850 m da punta Acuta; è indicata da un segnale luminoso[19] 43°42′45″N 15°49′34″E.
- Scoglio Rosni[12][20] (hrid Ročni), 1,65 km a nord-est di punta Acuta, si trova all'ingresso del canale di Sant'Antonio, 220 m a sud-est di punta Sant'Andrea[12][21] (rt Jadrija); ha un segnale luminoso[22] 43°43′12″N 15°51′08″E.
- Crappano, vicino alla costa a sud di Sebenico.
- Gruppo di isolotti a sud-est di Zlarino:
  - Drevenico (Drvenik), isolotto parallelo alla punta meridionale di Zlarino.
  - Rachitta[5][23] (Rakitan), isolotto 350 m[2] a sud-est di Drevenico; ha una superficie di 0,115 km²[1], uno sviluppo costiero di 1,33 km[1] e l'altezza massima di 29 m[2] 43°39′38″N 15°53′11″E.
  - Duaina[5][24] o Duainca[25] (Dvainka), piccolo isolotto a forma di otto con un istmo al centro e un segnale luminoso nella parte nord-ovest[26], situato 800 m[2] a sud-est di punta Rat; ha una superficie di 0,066 km²[1] e uno sviluppo costiero di 1,34 km[1] 43°39′16″N 15°52′43″E.
  - Mumogna[5][25][27] (Mumonja), scoglio a sud-est di Duaina, a circa 340 [2]; ha una superficie di 0,011 km²[1] e uno sviluppo costiero di 043 km[1] 43°39′07″N 15°53′15″E.
  - Rotondo (Oblik), circa 2 km a sud-est di punta Rat.
  - Cherbela Grande (Krbela Vela), a nord della penisola di Monte Acuto, è il più orientale del gruppo.
  - Cherbella piccola[5] o Cherbela Piccola[28] (Krbela Mala), piccolo isolotto a forma di goccia rovesciata, a ovest di Cherbella grande; ha una superficie è di 0,046 km²[1], uno sviluppo costiero di 1,09 km[1] e l'altezza massima di 17 m[2] 43°39′38″N 15°54′13″E.
- Comorisco (Komorica), a sud-ovest di punta Rat, a circa 2,5 km[2].
- Camicia[29], Caminac[5], Comicaz[25] o Verclez piccolo[8][9] (Kamičac), scoglio 410 m[2] circa a ovest di Comorisco. Ha un'area di 2263 m²[30] 43°39′01″N 15°49′59″E.
- Gorgo[31], Vertigliaco[5], Vertlaize[25] o Verclez grande[8][9] (Vrtljača o Vrkljača), scoglio a nord-ovest di Comorisco (a circa 1,3 km) e 3,3 km a ovest di punta Rat[2]; ha un'area di 8698 m²[30] e la costa lunga 342 m[30] 43°39′30″N 15°49′38″E.
- Dugoino (Dugo), situato 4,3 km a sud-ovest di punta Rat.
- Isolotti Sorelle (Sestrica Vela e Sestrica Mala), a sud-ovest.
- Secca Sorelle[5][18] (plićak Sestrice), a nord-est di Sorella grande, si trova a metà strada tra quest'ultima e la costa di Zlarino 43°41′03″N 15°48′39″E.
- Obognano (Obonjan), tra Sorella Grande e Smolan.

## Storia
Zlarino è nota come l'isola dei coralli o l'isola d'oro, per la presenza del Corallium rubrum, soprannominato l'oro rosso. I Romani la chiamavano Insula auri (isola d'oro), da qui il toponimo Zlarin (zlato significa oro). Per secoli gli abitanti di Zlarino, come quelli di Crappano, si sono dedicati alla pesca di spugne e coralli e nel villaggio di Zlarino c'è il Museo del corallo.
Sono state ritrovate sull'isola tracce di insediamenti del Neolitico (6000-8000 anni fa) e reperti di epoca romana. Il primo riferimento a Zlarino è del 1298, nella bolla papale che istituiva la diocesi di Sebenico. Rimase feudo del vescovo di Sebenico fino al 1843. Fu rifugio dei romani che sfuggivano all'invasione avaro-slava (VII sec.) e di croati e morlacchi che arrivavano dalla terraferma per sfuggire ai turchi (tra il XIV e il XVII sec.). Nobili di Sebenico costruirono le loro ville su terreni concessi dal vescovado e alcune di queste, del XVI e XVII sec., si sono conservate.
Storicamente sull'isola era presente una comunità italiana.

### Cartografia
- (HR) Mappa topografica della Croazia 1:25000, su preglednik.arkod.hr. URL consultato il 6 gennaio 2017.
- G. Giani, Carta prospettiva delle Comuni censuarie della Dalmazia, foglio 6, 1839. Fondo Miscellanea cartografica catastale, Archivio di Stato di Trieste.
- Carta di cabottaggio del mare Adriatico, foglio VII, Milano, Istituto geografico militare, 1822-1824. URL consultato il 4 gennaio 2017 (archiviato dall'url originale il 13 aprile 2013).